# بازیابی منبع

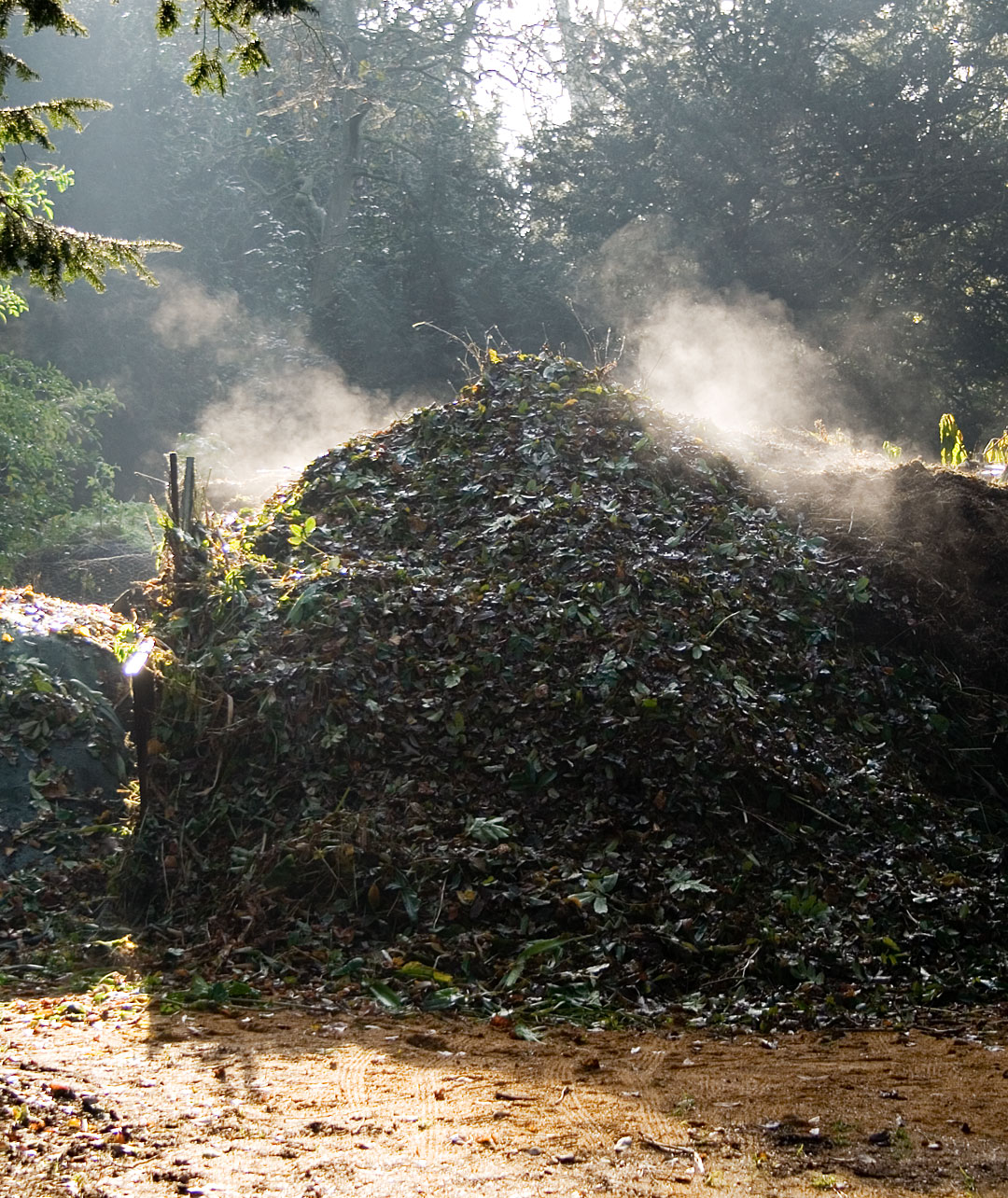
یک توده کمپوست پویا

بازیابی منبع (به انگلیسی: Resource recovery) استفاده از پسماند به عنوان یک ماده ورودی برای ایجاد محصولات ارزشمند به عنوان خروجی‌های جدید است. هدف کاهش میزان زباله تولیدشده و در نتیجه کاهش نیاز به فضای دفن زباله و بهینه‌سازی مقادیر ایجادشده از زباله است. بازیابی منابع نیاز به استفاده از مواد خام در فرایند تولید را به تأخیر می‌اندازد. مواد موجود در زباله‌های جامد شهری، زباله‌های ساختمانی و تخریب، زباله‌های تجاری و صنعتی را می‌توان برای بازیابی منابع برای تولید مواد و محصولات جدید استفاده کرد. پلاستیک، کاغذ، آلومینیوم، شیشه و فلز نمونه‌هایی هستند که در پسماند ارزشمند یافت می‌شوند.